# Bougainvillia longicirra
Bougainvillia longicirra är en nässeldjursart som beskrevs av Eberhard Stechow 1914. Bougainvillia longicirra ingår i släktet Bougainvillia och familjen Bougainvilliidae. Inga underarter finns listade i Catalogue of Life.